# Prieš parskrendant į žemę
Prieš parskrendant į žemę (eng. titel Before Flying Back to the Earth) är en litauisk / tysk dokumentärfilm, regisserad av Arūnas Matelis. 
På ett känslofullt men osentimentalt sätt visar den livet bland barn med leukemi på ett sjukhus i Vilnius - samma plats som Matelis egen dotter hade kämpat och besegrat sjukdomen innan dokumentären började göras. Filmen beskrivs som "en poetisk, osentimental litauisk dokumentär om människans återhämtningsförmåga. Dess lakoniska stil och formella enkelhet har liknats vid haiku av vissa kritiker. Prieš parskrendant į žemę är en av de högst ansedda litauiska filmerna och en av 2005 års bästa dokumentärer i världen; den har visats på åtskilliga filmfestivaler.

## Priser
Arūnas Matelis belönades för Bästa dokumentär under Directors Guild of America Awards 2006 den 3 februari i Los Angeles för Prieš parskrendant į žemę. Tillsammans med Roman Polanskis The Pianist är det den enda filmen från östeuropa som vunnit pris på ADG; det är också den enda filmen från Central- och Östeuropa som nominerats för bästa dokumentär. Filmen har vunnit många andra priser, bl.a. :
- Bästa litauiska film 2005 av Litauiska filmskapares förening
- Silvervargen på International Documentary Film Festival Amstardam (IDFA), 2005
- Guldduvan på Leipzig Festival för dokumentära och animerade filmer, 2005
- "Spirit Award for Documentary" på Brooklyn International Film Festival, 2006
- Grand Prix på Pärnu International Film Festival, 2006
- Special Jury Mention på Silverdocs Festival, 2006
- Filmen nominerades för den Europeiska filmakademins Best Documentary Award of 2005 och föreslogs att nomineras för en Oscar för Bästa utländska film 2006.